# Karl Schäfer (SS-Brigadeführer)
Karl Schäfer, född 17 juni 1892, död 2 november 1943 i närheten av Krivoj Rog, var en tysk SS-Brigadeführer.
Schäfer utnämndes i maj 1942 till SS- och polischef i det av Tyskland ockuperade Weissruthenien som ingick i Reichskommissariat Ostland. Hans tjänstesäte var beläget i Minsk. Året därpå blev han SS- och polischef i ämbetsområdet Dnjepropetrowsk-Krivoi-Rog. 
Schäfer stupade i strid mot partisaner norr om Krivoj Rog.